# Bão Irene
Bão Irene là một cơn bão nhiệt đới Bắc Đại Tây Dương tại vùng biển phía đông Hoa Kỳ. Tháng 8 năm 2011, bão Irene đổ bộ vào vùng Đông Duyên hải Hoa Kỳ, khiến hàng triệu người phải di tản. Bão Irene đã tàn phá lớn các quốc gia Caribe trước khi đổ bộ vào Bắc Carolina ở bờ đông Hoa Kỳ. Là cơn bão được đặt tên thứ 9, là cơn bão nhiệt đợt đầu tiên và là cơ bão nhiệt đới lớn đầu tiên của mùa bão 2011, Irene đã được hình thành từ một làn sóng nhiệt đới Đại Tây Dương được xác định rõ cho thấy các dấu hiệu hình thành về phía đông Tiểu Antilles.
Cơn bão này đã phá hủy khắp nơi, ít nhất 44 người chết, tổn thất về tiền của ở Caribe có thể lên đến 3,1 tỷ USD theo ước tính sơ bộ. Các ước tính ban đầu của Hoa Kỳ cho thấy tổn thất ở Hoa Kỳ là 7 tỷ USD.